# Португальська революція (1820)

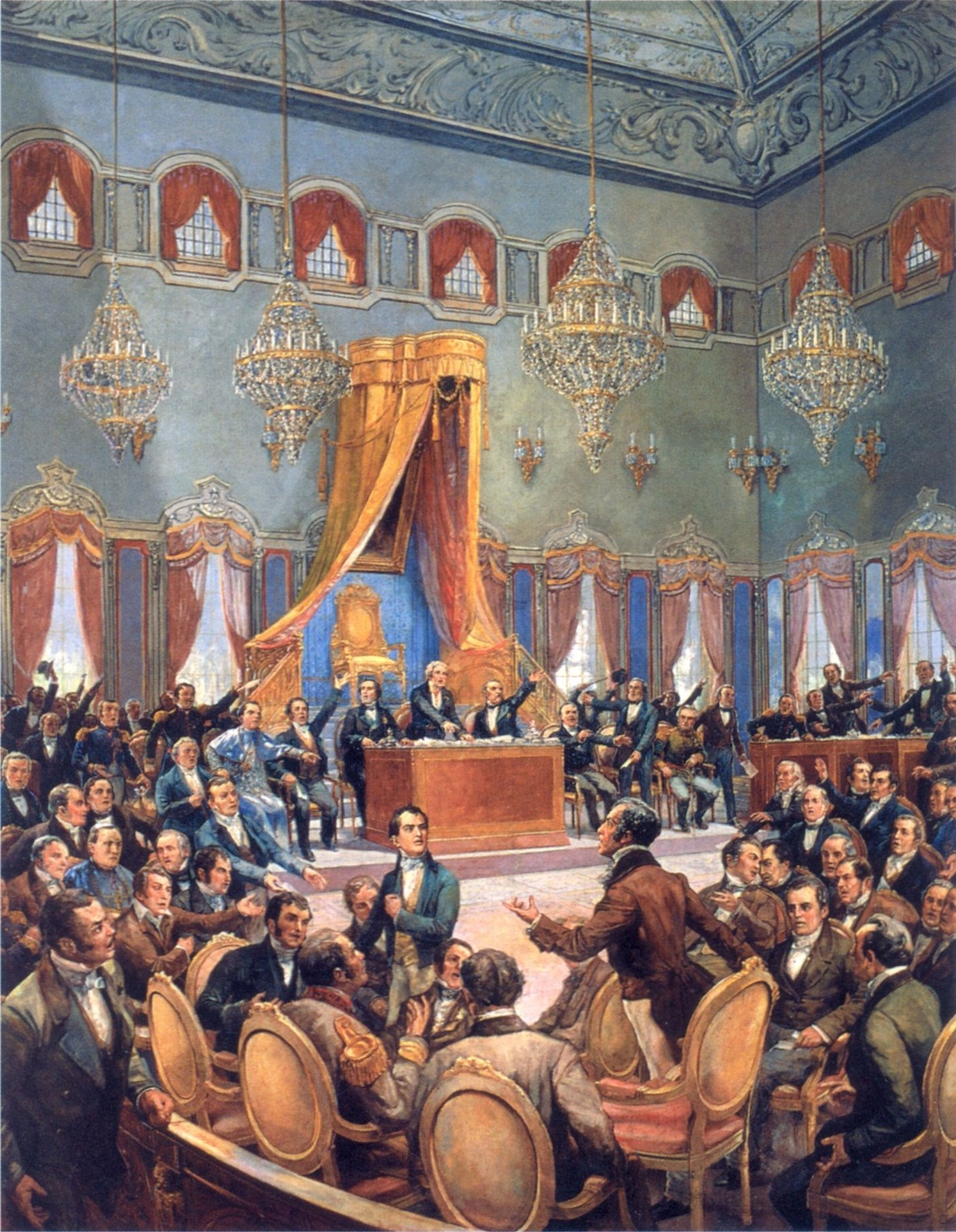
Португальські кортеси 1822 року

Португальська революція 1820—1823 рр. — революція в Португалії, тривала з 24 серпня 1820 по 30 травня 1823. Ставила за мету ліквідацію монархії і виведення англійських окупаційних військ з країни. 

## Назва
- Револю́ція 1820 року (порт. Revolução de 1820)
- Револю́ція в По́рту (порт. Revolução do Porto)
- Лібера́льна револю́ція в По́рту (порт. Revolução liberal do Porto)

## Перебіг
Спалахнула під впливом революції в Іспанії 1820 року. Початок революції поклало повстання військових частин у Порту. В повстанні взяли участь і представники ліберального дворянства, буржуазії та чиновництва. Повстанці утворили орган найвищої державної влади — Тимчасову жунту і оголосили скликання кортесів для прийняття конституції.
У вересні повстання охопило Лісабон, і невдовзі Тимчасова жунта встановила свою владу на території всієї країни. В 1821 установчі кортеси прийняли ліберальну конституцію, що набрала чинності 23 вересня 1822. За новою конституцією Португалію проголошено конституційною монархією, скасовано інквізицію, проведено секуляризацію церковних земель, проголошено свободу друку. Всі португальці визнавалися вільними і рівними перед законом, встановлювалася недоторканність приватної власності. Проте аграрне питання залишалося нерозв'язаним. Окупація Іспанії французькими військами і придушення революції 1823 року спонукало буржуазію в Португалії відмовитися від дальшої боротьби за революційні завоювання. У травні 1823 контрреволюційні офіцери вчинили заколот і при підтримці Англії і Франції відновили абсолютну монархію і феодальні порядки в країні.